# Svařování atomárním vodíkem

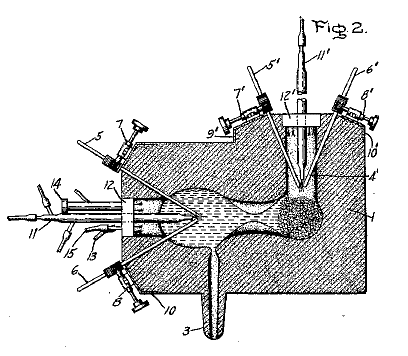
Schéma uspořádání wolframových elektrod z Langmuirova patentu

Svařování atomárním vodíkem resp. atomické svařování je proces obloukového svařování, kdy elektrický oblouk hoří mezi dvěma wolframovými elektrodami v atmosféře vodíku. Proces vyvinul a nechal si jej patentovat Irving Langmuir při studiu atomárního chování vodíku.

## Vývoj
Irving Langmuir se zabýval studiem ionizovaného plynu v elektrickém oblouku, tzv. plazmatem. Během tohoto studia se zaměřil i na chování atomárního vodíku. Výsledek své práce zúročil v patentové přihlášce, kterou si podal v roce 1924, v níž popisuje hoření elektrického oblouku mezi dvěma elektrodami z ohnivzdorného materiálu ve vodíkové atmosféře za atmosférického tlaku.

## Charakteristika
Proud vodíku prochází elektrickým obloukem, který disociuje molekuly H2 na atomy. Při tom je absorbováno velké množství energie z oblouku. Endotermická reakce popisuje tento proces:
H2 → H + H − 422 J.
Při tomto procesu je absorbováno velké množství energie (disociační energie) z oblouku. Proudící vodík se tak stává plamenem a tedy i nositelem energie. V okamžiku kdy atomy vodíku dopadnou na relativně chladný podklad (např. svarový kov), dojde k jejich rekombinaci a vzniku dvouatomární formy za uvolnění obrovského množství tepla:
H + H → H2 + 422 J.
Molekuly H2 vyhoří také, ale za uvolnění nižšího objemu tepla.
Teplota plamene dosahuje 3400 °C, 3700 °C, 4000 °C. Pro srovnání, teplota dosažitelná při hoření kyslíko-acetylénového plamene je 3300 °C a kyslíko-vodíkového plamene je 2800 °C. Je to třetí nejteplejší plamen po hoření dikyanu při 4525 °C a dikyanoacetylenu při 4987 °C. Zařízení bývá nazýváno hořák atomárního vodíku nebo Langmuirův hořák. Dosahovaná teplota je postačující po tavení wolframu a jiných těžkotavitelných prvků.
Vodík také působí mj. jako ochranná atmosféra, která chrání roztavený kov před kontaminací nežádoucími prvky, zejména uhlíkem, dusíkem a kyslíkem.
Použití ochranné atmosféry pak nevyžaduje tavidla.
Hoření oblouku není závislé na zapojení elektrického obvodu, jako u metod obloukového svařování, protože oblouk hoří mezi dvěma elektrodami. Svařovat lze s i bez přídavného materiálu.
Jako svařovací zdroj se používá svařovací transformátor, který pracuje s vysokým napětím až do 300 V (300 až 800 V), ale malými proudy v oblasti 10 až 20 A.

## Použití
Svařování atomárním vodíkem se komerčně využívalo krátce ve 30. letech 20. století, zvláště v Německu. Posléze bylo nahrazeno postupy svařování v ochranných atmosférách inertních plynů – metoda TIG (WIG) nebo MIG – v okamžiku, kdy byly snadno dostupné inertní plyny o požadované čistotě.